# میله (مجموعه تلویزیونی)
میله (دانمارکی: Mille) یک مجموعه تلویزیونی درام دانمارکی است که در سال ۲۰۰۹ منتشر شد.
این سریال دربارهٔ دختر ۱۲ ساله‌ای به نام «میله» است که بهترین دوستش را در یک تصادف رانندگی از دست می‌دهد. این مجموعه در سال ۲۰۰۹ نامزد دریافت «جایزهٔ امی بین‌المللی» در بخش «کودکان و نوجوانان» بود.

## بازیگران
- لارکه وینتر آندرسن
- لارس سیمونسن
- آنت استوولبک
- توربن سلر